# Fränkischer Sängerbund
Der Fränkische Sängerbund e. V. (FSB) ist ein Dachverband zur Pflege des Chorgesanges. Sein Sitz ist in Nürnberg, die Geschäftsstelle in Coburg.

## Geschichte des FSB
„Unter ungeheurem Jubel ward die Gründung des Fränkischen Sängerbundes vollzogen“. Delegierte von 106 Vereinen gründeten am 1. Mai 1862 im Hotel „Erlanger Hof“ in Bamberg den Fränkischen Sängerbund (FSB) „zum Zwecke der gemeinsamen Pflege und Förderung des deutschen Männergesanges und dadurch Veredelung der Volkssitten und Wahrung des deutschen Sinnes“, wie die damals beschlossene Satzung verrät. Gewählt wurden in den Ausschuss: Vorsitzender Carl Gerster, Nürnberg; 1. Schriftführer: Hermann Beckh, Nürnberg; 2. Schriftführer: Siegmund Freiherr von Haller, Fürth; Kassier: Jean Dietz, Nürnberg. In den Bundesausschuss wurde u. a. der damalige Stadtkämmerer von Würzburg Valentin Eduard Becker, Musikdirektor Georg Emmerling von Nürnberg, Musikdirektor Julius Grobe aus Nürnberg gewählt.
Nach Kriegsende 1945 unterband die Militärregierung jegliche Vereinstätigkeit. Erst nach Klärung der Rechtslage konnte sich der FSB im Januar 1949 in Nürnberg neu konstituieren. 68 Delegierte aus 52 Vereinen (fast ausschließlich Männerchöre) waren seinerzeit anwesend. Die Mitgliederzahlen entwickelten sich rasch nach oben. Im Jahre 2012 bildeten fast 1.700 Ensembles aller Chorgattungen aus Franken und der nördlichen Oberpfalz mit rund 44.000 Sänger(inne)n und 70.000 Fördermitgliedern einen starken Dachverband, ihren Fränkischen Sängerbund.
Der FSB vertritt 2020 rund 1.600 Chöre und Ensembles mit 38.000 aktiven Sängerinnen und Sängern in Franken und der nördlichen Oberpfalz. Durch das Auftreten des Corona-Virus steht der Verband vor neuen Aufgaben.

## Struktur des FSB
Der riesige Einzugsbereich des FSB ist zur besseren Kontaktpflege zwischen Präsidium und seinen Einzelvereinen organisatorisch strukturiert in 13 Sängerkreise (SK), die weiter in Sängergruppen (SG) aufgeteilt sind. Die unterste Verwaltungseinheit, die SG, kann bis über 50 Vereine zählen oder sich auf „nur“ sechs Vereine beschränken, mehrere SG sind wiederum zu einem Sängerkreis (SK) zusammengeschlossen. Die 13 Sängerkreise bilden letztlich den Fränkischen Sängerbund. Auf jeder Ebene, vom Einzelchor bis zum Bund, gibt es eine gewählte Vorstandschaft und einen berufenen, musikalisch verantwortlichen Chorleiter.
Derzeitiger Präsident des FSB (2020) ist Friedhelm Brusniak, Bundes-Chorleiter ist Gerald Fink. Der FSB unterhält eine Geschäftsstelle in 96450 Coburg.

### Sängerkreise
Die Sängerkreise umfassen im Wesentlichen die Landkreise der Regierungsbezirke Ober-, Mittel- und Unterfranken sowie der Oberpfalz. Auf Grund historischer Gegebenheiten kann ein Sängerkreis auch Teile eines benachbarten Landkreises umfassen bzw. als Bezeichnung den Namen eines in der Gebietsreform 1974 aufgelösten Landkreises führen.
Die 13 Sängerkreise sind:
- SK Ansbach
- SK Bamberg
- SK Bayreuth
- SK Coburg-Kronach-Lichtenfels
- SK Erlangen-Forchheim
- SK Fürth
- SK Hersbruck
- SK Nord-Oberpfalz
- SK Nürnberg
- SK Oberpfälzer Jura
- SK Schwabach
- SK Schweinfurt
- SK Würzburg

### Chorjugend
Im Jahre 1997 gründete sich die Chorjugend im Fränkischen Sängerbund als eigenständige, selbstverwaltete Dachorganisation. Vorsitzende ist Judith Reitelbach, das Amt des Bundesjugendchorleiters ist derzeit vakant. Die Geschäftsstelle der Chorjugend im FSB befindet sich in 96450 Coburg.

### Gremien des FSB
Oberstes Organ des FSB ist die Bundesversammlung, sie findet alle zwei Jahre statt und wählt u. a. das Präsidium des FSB. Es besteht aus dem Präsidenten und den drei Vizepräsidenten, dem Schatzmeister, dem Schriftführer, dem Bundesgeschäftsführer, dem Bundesmedienbeauftragten, dem Bundes-Chorleiter und seinen Stellvertretern, vier Beisitzern und dem „geborenen“ Vorsitzenden der Chorjugend im FSB. Außerdem legt sie den Bundesbeitrag fest. Der Gesamtausschuss (GA) tagt am letzten April-Samstag bzw. am letzten September-Samstag. Ihm gehören das FSB-Präsidium, die Vertreter der Sängerkreise (SK-Vorsitzender, SK-Chorleiter, SK-Geschäftsführer), der Chorjugend-Chorleiter und Vertreter der überregionalen FSB-Chöre an. Dem GA obliegt u. a. die Berufung der Musikausschuss-Mitglieder.
Der Musikausschuss (MA) des FSB besteht aus dem Bundes-Chorleiter, seinen zwei Stellvertretern und weiteren gewählten Mitgliedern sowie dem Chorjugend-Chorleiter.
Der Musikbeirat (MB) besteht aus den MA-Mitgliedern, den Kreis-Chorleitern, dem Chorjugend-Chorleiter und je einem Vertreter der überregionalen FSB-Chöre.

## Angebote des Fränkischen Sängerbundes
Als starker Verband vertritt der FSB die Interessen der Laienchöre gegenüber Gesellschaft und Politik. Der Bayerische Staat fördert das gesellschaftspolitisch und kulturell wertvolle Wirken seiner Mitgliedsvereine finanziell mit erheblichen Mitteln. Der FSB ist Mitglied im Deutschen Chorverband (DVC), dem „Sprachrohr“ für rund eine Million Sänger/-innen. Der DCV ist die Nachfolgeorganisation des ehemaligen "Deutschen Sängerbundes" (DSB)
Der FSB unterstützt seine Vereine wirksam u. a. durch:
- Übernahme von GEMA-Gebühren für chorische Veranstaltungen
- Abschluss von Versicherungen (Haftpflicht; Rechtsschutz, Unfall)
- Ehrungen zu „runden“ Vereinsjubiläen (FSB, DCV, Zelter-Plakette)

für langjährige Chorleitung (Urkunde, Ehrennadel)
für langjährige Sängertreue (Urkunde, Ehrennadel, Ehrenpass)
- Zuschüsse beim Neukauf von Chornoten und Instrumenten
- Jahreszuschuss für „staatlich anerkannte“ Chorleiter
- Schulungsangebote zur Vereinsführung für Vorstände
- Bezug „Fränkische Sängerzeitung“

Ein Schwerpunkt des FSB ist es, die musikalische Arbeit seiner Chöre nachhaltig zu fördern:
- Regelmäßige Grundkurse für angehende Chorleiter auf SK-Ebene
- Ein jährlicher Wochenkurs „Chorleiterausbildung“ mit dem Ziel die "Staatliche Anerkennung" zu erwerben
- Sing- und Stimmschulung durch „Komm, Sing mit!“ für Sänger/-innen
- Angebote für Sänger/-innen, in „Überregionalen FSB-Chören“ aller Sparten mitzusingen:

Kinderchor des Fränkischen Sängerbundes
Jugendchor des Fränkischen Sängerbundes
Mixtura Cantorum des Fränkischen Sängerbundes (Gem. Chor)
Frauenchor des Fränkischen Sängerbundes
Männerchor des Fränkischen Sängerbundes
Pop- und Jazz-Auswahlchor des Fränkischen Sängerbundes
- Gruppen- und Kreiskonzerte, bei denen sich die Chöre präsentieren können
- FSB-Schriftenreihe

Heft 1 „Das erfolgreiche Konzert“, 1996
Heft 2 „Das gute Programm“, 2004
Heft 3 „Stimmtraining“, 2011
- Herausgabe von mehreren FSB-Liederheften auf Bundes- und SK-Ebene

## Regelmäßige Veranstaltungen des FSB
Auf Gruppen- und Kreisebene gibt es zahlreiche Konzerte und Fortbildungsangebote von Stimmbildung bis zum Kennenlernen neuer Chorliteratur.
Darüber hinaus bietet der FSB regelmäßig eine große Zahl attraktiver Veranstaltungen an, u. a.:
- Bundes-Chorfest im Zweijahresturnus am letzten Juliwochenende 2011, 2013, 2015, … Bei diesem „Familien“treffen der Chöre mit Tausenden von Teilnehmern gibt es viel Gelegenheit zum aktiven Mitsingen und Zuhören.
- Leistungs-Singen im Zweijahresturnus am letzten Novemberwochenende 2010, 2012, 2014. Findet ab 2010 stets in Sulzbach-Rosenberg statt; dort können Chöre den begehrten Titel „Leistungschor des FSB“ in drei Leistungsstufen erringen. Der Titel gilt für fünf Jahre und muss dann erneut erworben werden.
- Valentin-Becker-Wettbewerb (alle drei Jahre): Den renommierten Kompositionspreis verleiht der FSB gemeinsam mit der Stadt Bad Brückenau.
- Chorleiterausbildung: In der Musikakademie Hammelburg findet in dreijährigen Kursen für Chorleiter die Vorbereitung auf die Prüfung zur „Staatlichen Anerkennung“ vor.
- Komm, sing mit: Bei dieser dezentralen Veranstaltung lernen interessierte Sängerinnen und Sänger neue Chorliteratur und neue Chorleiter kennen.

## Einrichtungen/Förderverein des FSB
- Sängerehrenmal Melkendorf: Vom GV Melkendorf (Litzendorf) 1953/54 auf dem „Hohen Hahn“ erbaute, im Mai 1954 eingeweihte Gedächtnisstätte für alle verstorbene Sängerinnen und Sänger, seit Gründung lange Jahre von Georg Dorscht, jetzt von Reiner Dorscht betreut (Melkendorf, Gemeinde Litzendorf).
- Förderverein Sängermuseum e. V., gegründet 1987 zum Aufbau des Sängermuseums
- Sängermuseum und Stiftung „Dokumentations- und Forschungszentrum des deutschen Chorwesen“ in Feuchtwangen; Stifter: DCV, FSB, Förderverein Sängermuseum, Familie Kurz
- Förderverein Chorakademie Weißenohe: Ziel des Fördervereines ist der Erwerb des Klosters Weißenohe und sein Umbau zu einer Chorakademie und Chorbegegnungsstätte.

Der FSB bietet nicht organisierten Chören innerhalb des Gebietes des Fränkischen Sängerbundes an, ein Mitglied zu werden. So unterstützt jeder Mitglieds-Chor den Sängerbund  und profitiert zugleich von seinen zahlreichen professionellen Angeboten!

## Bekannte Personen
- Valentin Eduard Becker
- Hermann Beckh
- Friedhelm Brusniak
- Carl Gerster
- Erich Hiltl
- Karl Heinz Malzer